# Грб Аргауа
Грб Аргауа је званични симбол швајцарског кантона Аргауа. Грб је усвојен 20. априла 1803. године.

## Опис грба
Подручје познато као Аргау Берн је заузео 1415. године и тако постао дио кантона Берн. Потом је подручје подјељено у четири насеља и неколико области. У то вријеме, област које је заузимао данашњи кантон Аргау је често користио грб, који је био подјељен водоравно на плаво и златно поље, на којем се налазио сребрени (касније златни) стуб, са навојима (понегдје представљен змијом око стуба).
Кантон Аргау је основао Наполеон 1803 године. Дана 20. априла 1803. године, од стране француске управе, предложен је садашњи изглед грба. Приликом усвајања грба није дато никакво његово објашњење. Касније је објашњено да је на новом грбу хераљлдички представљена ријека Аре и три територије које су формирале нови кантон: Бернерска област, округ Баден и Фриктал долина.
Нови грб је у широкој употреби, али положај звјезда није дефинисан. Звјезде су приказиване у положају 1:2, 2:1 или 1:1:1. Тек 1930. године позиције звијезда су коначно дефинисане као 2:1.